# Tour de France 1988
Tour de France 1988 var den 75. udgave af Tour de France og foregik fra 4. til 24. juli 1988.

## Samlede resultat
|    | Rytter        | Hold                | Tid      |
| -- | ------------- | ------------------- | -------- |
| 1  | Pedro Delgado | Reynolds            | 84:27.53 |
| 2  | Steven Rooks  | PDM-Ultima-Concorde | + 7.13   |
| 3  | Fabio Parra   | Kelme               | + 9.58   |
| 4  | Steve Bauer   | Weinmann-La Suisse  | + 12.15  |
| 5  | Eric Boyer    | Systeme U           | + 14.04  |
| 6  | Luis Herrera  | Cafe de Colombia    | + 14.36  |
| 7  | Ronan Pensec  | Z-Peugeot           | + 16.52  |
| 8  | Álvaro Pino   | B.H.                | + 18.36  |
| 9  | Peter Winnen  | Panasonic-Isostar   | + 19.12  |
| 10 | Denis Roux    | Z-Peugeot           | + 20.08  |

## Etaperne
| Dato     | Etape    | Strækning                           | Distance | Etapevinder          | Samlet          |
| -------- | -------- | ----------------------------------- | -------- | -------------------- | --------------- |
| 3. juli  | Prolog   | Pornichet - La Baule                | 1 km     | Guido Bontempi       | Guido Bontempi  |
| 4. juli  | 1        | Pontchâteau – Machecoul             | 91,5 km  | Steve Bauer          | Steve Bauer     |
|          | 2        | La Haie-Fouassière – Ancenis (TTT)  | 48 km    | Panasonic            | Teun van Vliet  |
| 5. juli  | 3        | Nantes – Le Mans                    | 213,5 km | Jean-Paul van Poppel | Teun van Vliet  |
| 6. juli  | 4        | Le Mans – Évreux                    | 158 km   | Acácio da Silva      | Teun van Vliet  |
| 7. juli  | 5        | Neufchâtel-en-Bray – Liévin         | 147,5 km | Jelle Nijdam         | Henk Lubberding |
| 8. juli  | 6        | Liévin – Wasquehal (ITT)            | 52 km    | Sean Yates           | Jelle Nijdam    |
| 9. juli  | 7        | Wasquehal – Reims                   | 225 km   | Valerio Tebaldi      | Jelle Nijdam    |
| 10. juli | 8        | Reims – Nancy                       | 219 km   | Rolf Gölz            | Steve Bauer     |
| 11. juli | 9        | Nancy – Strasbourg                  | 160,5 km | Jérôme Simon         | Steve Bauer     |
| 12. juli | 10       | Belfort – Besançon                  | 149,5 km | Jean-Paul van Poppel | Steve Bauer     |
| 13. juli | 11       | Besançon – Morzine                  | 232 km   | Fabio Parra          | Steve Bauer     |
| 14. juli | 12       | Morzine – Alpe d'Huez               | 227 km   | Steven Rooks         | Pedro Delgado   |
| 15. juli | 13       | Grenoble – Villard-de-Lans (ITT)    | 38 km    | Pedro Delgado        | Pedro Delgado   |
| 16. juli | Hviledag | Hviledag                            | Hviledag | Hviledag             | Hviledag        |
| 17. juli | 14       | Blagnac – Guzet-Neige               | 163 km   | Massimo Ghirotto     | Pedro Delgado   |
| 18. juli | 15       | Saint-Girons – Luz Ardiden          | 187,5 km | Laudelino Cubino     | Pedro Delgado   |
| 19. juli | 16       | Tarbes – Pau                        | 38 km    | Adri van der Poel    | Pedro Delgado   |
|          | 17       | Pau- Bordeaux                       | 210 km   | Jean-Paul van Poppel | Pedro Delgado   |
| 20. juli | 18       | Ruelle-sur-Touvre – Limoges         | 93,5 km  | Gianni Bugno         | Pedro Delgado   |
| 21. juli | 19       | Limoges – Puy de Dôme               | 188 km   | Johnny Weltz         | Pedro Delgado   |
| 22. juli | 20       | Clermont-Ferrand – Chalon-sur-Saône | 223,5 km | Thierry Marie        | Pedro Delgado   |
| 23. juli | 21       | Santenay – Santenay (ITT)           | 46 km    | Juan Martínez Oliver | Pedro Delgado   |
| 24. juli | 22       | Nemours – Paris                     | 172,5 km | Jean-Paul van Poppel | Pedro Delgado   |